# Тиеборо
Тиеборо (фр. Tieboro) — деревня в Чаде, расположенная на территории региона Тибести. Входит в состав департамента Восточное Тибести. Население составляют представители субэтнической группы теда народа тубу.

## География
Деревня находится в северо-западной части Чада, в центральной части плоскогорья Тибести, на высоте 1036 метров над уровнем моря.
Тиеборо расположен на расстоянии приблизительно 1042 километров к северо-северо-востоку (NNE) от столицы страны Нджамены. Ближайшие населённые пункты: Зуи, Селей, Йодохи, Бардаи, Сердеге, Осуни.

## Климат
Климат Тиеборо характеризуется как аридный жаркий (BWh в классификации климатов Кёппена). Уровень атмосферных осадков, выпадающих в течение года крайне низок (среднегодовое количество — 15 мм). Средняя годовая температура воздуха составляет 21,7 °C. Средняя температура самого холодного месяца (января) составляет 11,6 °С, самого жаркого месяца (июня) — 28,9 °С..

## Достопримечательности
В окрестностях деревни в 1951 году были обнаружены древние наскальные изображения слонов, антилоп и сцены охоты с луком.

## Транспорт
Ближайший аэропорт расположен в городе Бардаи.